# Luis Tsatumas
Luis Tsatumas (gr. Λούης Τσάτουμας; ur. 12 lutego 1982 w Kalamacie) – grecki lekkoatleta specjalizujący się w skoku w dal.
Międzynarodową karierę zaczynał w 1999 zajmując czwarte miejsce w mistrzostwach świata juniorów młodszych. W kolejnym sezonie nie awansował do finału mistrzostw świata juniorów, a w 2001 wygrał juniorski czempionat Starego Kontynentu. Kolejny tryumf odniósł w 2003, kiedy to został mistrzem Europy do lat 23 – po tym sukcesie był jeszcze w tym samym sezonie dwunasty na mistrzostwach świata w Paryżu. W 2004 nie udało mu się awansować do finałów halowych mistrzostw świata oraz igrzysk olimpijskich. W sezonie 2006 był czwarty podczas halowego czempionatu globu, ósmy na mistrzostwach Europy oraz nie oddał żadnej ważnej próby w zawodach pucharu świata. Halowy wicemistrz Europy z Birmingham (2007). Podczas igrzysk olimpijskich w Pekinie (2008) Tsatumas zapewnił sobie awans do finału już pierwszym skokiem (8,27 m), jak się później okazało był to najlepszy wynik całych eliminacji. W finale spalił swoje trzy próby i został wyeliminowany z rywalizacji (sklasyfikowano go na 12. pozycji). Powtórzenie skoku z eliminacji dałoby mu srebrny medal olimpijski. Zdobył brąz igrzysk śródziemnomorskich w 2009 – później był jeszcze jedenasty na mistrzostwach świata. Mistrzostwa Europy w Barcelonie – latem 2010 – zakończył na szóstym miejscu. Nie udało mu się awansować do finału podczas halowego czempionatu Starego Kontynentu w 2011. W 2013 sięgnął po złoto igrzysk śródziemnomorskich. Czwarty zawodnik halowych mistrzostw świata w Sopocie (2014). W tym samym roku zdobył srebrny medal mistrzostw Europy w Zurychu. Wielokrotny medalista mistrzostw Grecji oraz reprezentant kraju w pucharze Europy i drużynowym czempionacie Starego Kontynentu.
Rekordy życiowe: hala – 8,23 (8 lutego 2014, Pireus); stadion – 8,66 (2 czerwca 2007, Kalamata). Rezultat Tsatumasa z otwartego stadionu jest aktualnym rekordem Grecji, a także jest dziesiątym wynikiem w historii światowej lekkoatletyki, drugim wynikiem w historii europejskiej lekkoatletyki oraz najlepszym rezultatem sezonu 2007 na świecie.

## Osiągnięcia
| Rok  | Impreza                                 | Miejsce    | Pozycja           | Wynik |
| ---- | --------------------------------------- | ---------- | ----------------- | ----- |
| 1999 | Mistrzostwa świata juniorów młodszych   | Bydgoszcz  | 4. miejsce        | 7,54  |
| 2000 | Mistrzostwa świata juniorów             | Santiago   | el. – 21. miejsce | 7,15  |
| 2001 | Mistrzostwa Europy juniorów             | Grosseto   | 1. miejsce        | 7,98  |
| 2003 | Halowy puchar Europy                    | Lipsk      | 8. miejsce        | 4,26  |
| 2003 | Superliga pucharu Europy                | Florencja  | 1. miejsce        | 8,06  |
| 2003 | Młodzieżowe mistrzostwa Europy          | Bydgoszcz  | 1. miejsce        | 8,24  |
| 2003 | Mistrzostwa świata                      | Paryż      | 12. miejsce       | 7,72  |
| 2003 | Światowy finał lekkoatletyczny IAAF     | Monako     | 8. miejsce        | 7,22  |
| 2004 | Halowe mistrzostwa świata               | Budapeszt  | el. – 12. miejsce | 7,34  |
| 2004 | I liga pucharu Europy                   | Płowdiw    | 4. miejsce        | 7,84  |
| 2004 | Igrzyska olimpijskie                    | Ateny      | el. – 21. miejsce | 7,81  |
| 2005 | I liga pucharu Europy                   | Leiria     | 2. miejsce        | 7,72  |
| 2006 | Halowe mistrzostwa świata               | Moskwa     | 4. miejsce        | 8,10  |
| 2006 | I liga pucharu Europy                   | Saloniki   | 2. miejsce        | 7,91  |
| 2006 | Mistrzostwa Europy                      | Göteborg   | 8. miejsce        | 7,84  |
| 2007 | Halowe mistrzostwa Europy               | Birmingham | 2. miejsce        | 8,02  |
| 2007 | Superliga pucharu Europy                | Monachium  | 1. miejsce        | 8,16  |
| 2008 | Halowe mistrzostwa świata               | Walencja   | el. – 10. miejsce | 7,77  |
| 2008 | Superliga pucharu Europy                | Annecy     | 1. miejsce        | 8,17  |
| 2008 | Igrzyska olimpijskie                    | Pekin      | –                 | NM    |
| 2009 | Halowe mistrzostwa Europy               | Turyn      | el. – 12. miejsce | 7,79  |
| 2009 | Superliga drużynowych mistrzostw Europy | Leiria     | 3. miejsce        | 7,91  |
| 2009 | Igrzyska śródziemnomorskie              | Pescara    | 3. miejsce        | 8,20  |
| 2009 | Mistrzostwa świata                      | Berlin     | 11. miejsce       | 7,59  |
| 2010 | Mistrzostwa Europy                      | Barcelona  | 6. miejsce        | 8,09  |
| 2011 | Halowe mistrzostwa Europy               | Paryż      | el. – 13. miejsce | 7,81  |
| 2011 | I liga drużynowych mistrzostw Europy    | Izmir      | 1. miejsce        | 7,90  |
| 2011 | Mistrzostwa świata                      | Daegu      | el. – 14. miejsce | 8,01  |
| 2012 | Halowe mistrzostwa krajów bałkańskich   | Stambuł    | 1. miejsce        | 8,04  |
| 2012 | Halowe mistrzostwa świata               | Stambuł    | 7. miejsce        | 7,88  |
| 2012 | Igrzyska olimpijskie                    | Londyn     | el. – 29. miejsce | 7,53  |
| 2013 | Superliga drużynowych mistrzostw Europy | Gateshead  | 2. miejsce        | 8,12  |
| 2013 | Igrzyska śródziemnomorskie              | Mersin     | 1. miejsce        | 8,14  |
| 2013 | Mistrzostwa świata                      | Moskwa     | 10. miejsce       | 7,98  |
| 2014 | Halowe mistrzostwa świata               | Sopot      | 4. miejsce        | 8,13  |
| 2014 | Mistrzostwa Europy                      | Zurych     | 2. miejsce        | 8,15  |
| 2015 | Halowe mistrzostwa Europy               | Praga      | 4. miejsce        | 7,98  |
| 2015 | I liga drużynowych mistrzostw Europy    | Heraklion  | 1. miejsce        | 7,77  |